# Бейнерте, Вия
Ви́я Бе́йнерте (латыш. Vija Beinerte; род. 27 июля 1954, Рига, СССР) — советский и латвийский кинорежиссёр, журналистка, поэтесса и эссеистка.

## Биография
Родилась 27 июля 1954 в Риге в семье актёра рижского Государственного театра музыкальной комедии Дмитрия Бокалова и работника культуры Дзидры Бокаловой.
В 1979 году окончила режиссёрский факультет ВГИКа, в 1994 году получила степень магистра в Латвийской академии культуры.
Работала режиссёром художественных фильмов на Рижской киностудии (1979—1989).
В начале 90-х годов была ассистентом по работе с актёрами и переводчиком на документальной картине австралийского режиссёра Крива Стендерса Motherland («Родина») и на телевизионном художественном фильме Hundarna i Riga («Псы Риги») шведского режиссёра Пера Берглунда.
Вместе с Ансисом Эпнерсом вела мастерскую кинорежиссуры в Латвийской академии культуры (1992—1994), с 1996 по 1999 год была продюсером мастер-классов для молодых режиссёров, актёров и сценаристов стран Северной Европы и Балтии. Координатор Латвийской программы Балтийского фестиваля культуры в странах Северной Европы (1999—2000), организатор в рамках этой программы семинара «From grain to loaf» (2000—2001).
С 2007 года заместитель редактора журнала «Mājas Viesis».
Автор книг стихов и эссе.
На кинофоруме «Arsenāls» («Арсенал») фильм Вии Бейнерте «Всё из-за этой шальной Паулины» (Tās dullās Paulīnes dēļ) был признан одним из 25 лучших фильмов, снятых когда-либо в Латвии.

## Личная жизнь
Замужем за дирижёром Карлисом Бейнертом, в семье три сына. По первому мужу носила фамилию Рамане, в нескольких киноизданиях фигурирует как Вия Рамане.

## Фильмография
- 1979 — Всё из-за этой шальной Паулины / Tās dullās Paulīnes dēļ — режиссёр
- 1982 — Забытые вещи / Aizmirstās lietas — режиссёр
- 1987 — Стечение обстоятельств / Apstākļu sakritība — режиссёр
- 2011 — Мерцает колесо судьбы / Zib mūža rats — автор сценария, режиссёр

## Провокация КГБ
20 декабря 2018 года Национальный архив Латвии опубликовал часть ранее засекреченных документов КГБ Латвийской ССР, которая не была вывезена в Москву. Среди этих документов находилась также карточка агента КГБ на имя Вии Бейнерте с псевдонимом «Кате». Как указала сама Вия Бейнерте, в 1987 году сотрудник КГБ Латвийской ССР пытался её завербовать, но получил категорический отказ.
Так как карточка агента КГБ на её имя была заведена против её воли и без её ведома, Вия Бейнерте обратилась в прокуратуру. 23 апреля 2019 года прокурор Специализированной многоотраслевой прокуратуры в своём заключении пришла к выводу об отсутствии сотрудничества и передала дело в суд. 30 мая 2019 года Суд Видземского предместья Риги постановил: «констатировать факт, что Вия Бейнерте не являлась сотрудником или информатором КГБ ЛССР». Решение суда вступило в законную силу 11 июня 2019 года.
Как указал суд в этом и подобных делах, наличие одной только карточки не означает, что конкретное лицо сотрудничало с КГБ и являлось его агентом (смотрите: https://manas.tiesas.lv/eTiesasMvc/nolemumi/pdf/369169.pdf Архивная копия от 30 июля 2019 на Wayback Machine; https://manas.tiesas.lv/eTiesasMvc/nolemumi/pdf/374397.pdf Архивная копия от 30 июля 2019 на Wayback Machine; https://manas.tiesas.lv/eTiesasMvc/nolemumi/pdf/385622.pdf Архивная копия от 30 июля 2019 на Wayback Machine и другие решения).
Это подчёркивает и бывший председатель КГБ ЛССР Эдмунд Йохансон: «Карточка КГБ не является доказательством сотрудничества». Более того, Эдмунд Йохансон поясняет, что карточки могли быть оформлены без ведома вербуемого лица. В другом источнике также указывается, что в конце 1980-х практиковалась так называемая «заочная вербовка» и «приписки» в целях улучшения показателей по вербовке агентурного аппарата КГБ.